# Pandemic Studios
Pandemic Studios foi uma produtora de jogos de video game com sede em Los Angeles nos Estados Unidos. Tinha um escritório secundário em Brisbane na Austrália. Foi fundada em 1998, a produtora produziu jogos importantes sendo que esses jogos são os mais conhecidos: Full Spectrum Warrior, Star Wars: Battlefront, Star Wars: Battlefront II, Dark Reign 2, Destroy All Humans!, Mercenaries: Playground of Destruction, Mercenaries 2: World in Flames e The Saboteur.
Em 2007, o estúdio foi adquirido pela Electronic Arts, mas dois anos depois em 2009 a empresa foi fechada, pouco tempo depois da conclusão de The Saboteur. A Pandemic foi uma das produtoras mais importantes do mercado ela produziu jogos importantes. Os jogos Mercenaries e Mercenaries 2 fizeram muito sucesso. 

## História da empresa
A Pandemic foi fundada em 1998 pelo presidente Josh Resnick e CEO Andew Goldman, ambos que trabalhavam anteriormente para a Activision, junto com a maior parte dos membros originais das equipes de desenvolvimento de Battlezone e Dark Reign: The Future of War. O estúdio foi fundado com investimentos de ações pela Activision. O nome da empresa foi escolhido entre seis opções, incluindo Seismic. No fim, Pandemic foi o nome escolhido. Os primeiros dois jogos da Pandemic, Battlezone II e Dark Reign 2, foram sequências para os jogos supracitados da Activision.
Em 2000, a Pandemic abriu um estúdio no subúrbio de Fortitude Valley, em Brisbane, Austrália, cujo primeiro projeto foi Army Men: RTS, um jogo de estratégia em tempo real usando o motor de jogo de Dark Reign 2. Destroy All Humans! foi o jogo seguinte do estúdio. Em 2003, o estúdio de Los Angeles foi realocado de Santa Mônica para o bairro de Westwood.
Em novembro de 2005, uma parceria foi anunciada entre a Pandemic e a canadense BioWare, com o fundo de investimento privado Elevation Partners investindo na parceria. Ambas empresas preservaram suas marcas e identidades. Em 11 de outubro de 2007, foi anunciado que a VG Holding Corp., proprietária da Pandemic e da BioWare, seria adquirida pela Electronic Arts em janeiro de 2008, sujeito à aprovação da Federal Trade Comission (FTC). Tammy Snatcher, porta-voz da Electronic Arts na época, afirmou que tal aquisição não interferiria na liberdade criativa do estúdio, tendo como finalidade amplificar a divulgação e distribuição dos jogos desenvolvidos por ele.
A Pandemic Studios foi inaugurada em 1998, depois a empresa foi comprada pela Electronic Arts em 2007 como parte de um acordo pelo qual a EA pagou US$ 860 milhões pela Pandemic e pela Bioware. Pandemic está por trás do design de muitos jogos populares, incluindo Mercenaries, Mercenaries 2 Star Wars: Battlefront e Full Spectrum Warrior. O último jogo produzido pela Pandemic foi o jogo The Saboteur. Os anos de 2007, 2008 e 2009 foram muito duros para a Electronic Arts a empresa passou por uma crise, teve que fechar algumas de suas produtoras que estavam em crise, demitiu milhares de funcionários, teve que fazer uma grande reestruturação na empresa para se adequar às mudanças ocorridas no mercado. O mercado de video games naquela época estava passando por grandes transformações isso afetou a Electronic Arts por isso tiveram que fazer muitas mudanças dentro da sua estrutura para escapar dessa situação difícil.
Do lado positivo, a Bioware que era uma de suas produtoras tinha pouco risco de fechar. Com sua série de jogos de grande sucesso, como Mass Effect e Dragon Age: Origins, a Bioware provou ser uma das compras de estúdio de maior sucesso da EA. 
A EA anunciou inicialmente que ia demitir 10% de seus empregados, mas depois revisou esse número para 11%. A Electronic Arts enfrentou muitas dificuldades no ano fiscal de 2009, anunciando maiores perdas e menores vendas no primeiro trimestre e novamente no segundo trimestre, encerrado em 30 de setembro. A recessão contínua forçou a empresa no início deste mês a anunciar cortes adicionais de empregos de 1.500 funcionários, além dos 11% iniciais. Com as demissões programadas para março do próximo ano, a fabricante de jogos espera que suas ações reduzam as despesas anuais em pelo menos US$ 100 milhões. “Demitir funcionários e fechar instalações nunca é agradável – temos muita compaixão pelos afetados – mas esses cortes são essenciais para transformar nossa empresa”, disse o CEO da EA, John Riccitiello, em uma teleconferência de resultados após o anúncio dos cortes. Por causa disso a EA mudou sua forma trabalhar passou a produzir menos jogos e melhorou a qualidade dos jogos produzidos, mudou sua estratégia para aumentar os lucros e sair da crise. 
Em fevereiro de 2009, o escritório de Brisbane da Pandemic foi fechado. Nove meses depois, em novembro, a Electronic Arts demitiu um total de 1500 empregos, o que afetou muitas produtoras, incluindo a Pandemic. Em 17 de novembro de 2009, a EA confirmou o fechamento da Pandemic, demitindo 228 empregados. A empresa absorveu 35 empregados da Pandemic enviou eles para seu estudio de Los Angeles para apoiar The Saboteur e um projeto ainda não anunciado, que mais tarde foi anunciado como sendo Mercs Inc, uma sequência para a série Mercenaries. Em resposta, quatro ex-empregados do estúdio criaram um vídeo no estilo de Office Space, onde eles aparecem quebrando a impressora do escritório.
Mais de uma dúzia de ex-funcionários da Pandemic agora estão empregados na 343 Industries, tendo trabalhado em Halo: Combat Evolved Anniversary e Halo 4. Outros ex-funcionários foram contratados pela Infinity Ward, Treyarch, Respawn Entertainment (que seria adquirida mais tarde pela Electronic Arts em 2017), Blendo Games, entre outras empresas.
A Pandemic era uma das produtoras de jogos mais importantes do mercado. O fechamento da Pandemic foi muito sentido pelos jogadores de vídeo game, ver uma empresa importante como essa sendo fechada foi um golpe duro para a Comunidade de jogadores.
A Pandemic produziu jogos de altíssima qualidade esses jogos se tornaram uma referencia para as produtoras de jogos de vídeo game do mundo todo. Os dois Mercenaries são os jogos de que causaram o maior impacto no mercado, esses jogos fizeram muito sucesso, eles são considerados por alguns jogadores e produtores de jogos como sendo os melhores jogos do gênero Cenário aberto, Ação e aventura moderna da Historia dos vídeo games. O Mercenaries foi criado para ser um jogo de alta qualidade para se tornar um dos melhores jogos da historia. A EA Games começou a produzir o jogo Mercenaries 3, disseram que tinham um plano de lançar o jogo no mercado mas depois o projeto foi cancelado. Os fãs do jogo Mercenaries esperam por sequencias desse jogo mas ninguém sabe se a Electronic Arts vai voltar a produzir esse jogo.

## Jogos desenvolvidos
| Ano  | Título                                 | Plataformas                                                  | Distribuidora   |
| ---- | -------------------------------------- | ------------------------------------------------------------ | --------------- |
| 1999 | Battlezone II: Combat Commander        | Microsoft Windows                                            | Activision      |
| 2000 | Dark Reign 2                           | Microsoft Windows                                            | Activision      |
| 2002 | Triple Play 2002                       | PlayStation 2, Xbox                                          | EA Sports       |
| 2002 | Army Men: RTS                          | Microsoft Windows, PlayStation 2, GameCube                   | The 3DO Company |
| 2002 | Star Wars: The Clone Wars              | PlayStation 2, Xbox, GameCube                                | LucasArts       |
| 2004 | Full Spectrum Warrior                  | Microsoft Windows, PlayStation 2, Xbox                       | THQ             |
| 2004 | Star Wars: Battlefront                 | Microsoft Windows, macOS, PlayStation 2, Xbox                | LucasArts       |
| 2005 | Mercenaries: Playground of Destruction | PlayStation 2, Xbox                                          | LucasArts       |
| 2005 | Destroy All Humans!                    | PlayStation 2, Xbox                                          | THQ             |
| 2005 | Star Wars: Battlefront II              | Microsoft Windows, PlayStation 2, Xbox, PlayStation Portable | LucasArts       |
| 2006 | Full Spectrum Warrior: Ten Hammers     | Microsoft Windows, PlayStation 2, Xbox                       | THQ             |
| 2006 | Destroy All Humans! 2                  | PlayStation 2, Xbox                                          | THQ             |
| 2008 | Mercenaries 2: World in Flames         | Microsoft Windows, PlayStation 2, PlayStation 3, Xbox 360    | Electronic Arts |
| 2009 | The Lord of the Rings: Conquest        | Microsoft Windows, PlayStation 3, Xbox 360, Nintendo DS      | Electronic Arts |
| 2009 | The Saboteur                           | Microsoft Windows, PlayStation 3, Xbox 360                   | Electronic Arts |

### Jogos cancelados
- Batman: The Dark Knight[11]
- Mercenaries 3: No Limits[12]
- The Next Big Thing/No Limits Racing[13]

Engine Zero
A Pandemic usava a engine Zero que era um motor gráfico criado pela Pandemic Studios. Foi usada primeiro no jogo Battlezone II: Combat Commander e mais tarde usado em vários jogos do Star Wars, incluindo a popular série Battlefront, Battlezone II: Combat Commander e Dark Reign 2 possui um editor no motor acessível através de comandos. A engine foi atualizada para Star Wars: The Clone Wars para acomodar consoles e jogabilidade em terceira pessoa. O motor voltou a ser modificado para Star Wars: Battlefront o editor de nível foi feito uma entidade separada do motor do jogo. Um conjunto de ferramentas de modificação, incluindo ZeroEdit, a nova ferramenta de criação de nível, foi incuido para uso no Star Wars: Battlefront em 23 de dezembro de 2004. Uma versão atualizada das ferramentas foi lançada em 2 de fevereiro de 2006 para Star Wars: Battlefront II. A Pandemic utilizou a Zero como sua principal engine em vários dos seus jogos produzidos no seu estúdio. Uma versão modificada da Engine Zero também foi usada na produção do jogo Mercenaries 2: World in Flames.